# Katarzyna Ewa Sokołowska
Katarzyna Ewa Sokołowska – polska instrumentalistka, dr hab. sztuk muzycznych, adiunkt Katedry Kameralistyki Fortepianowej i Smyczkowej Wydziału Instrumentalnego Uniwersytetu Muzycznego Fryderyka Chopina.

## Życiorys
Studiowała na Uniwersytecie Muzycznym Fryderyka Chopina w Warszawie, 17 października 2011 obroniła pracę doktorską Stylowość interpretacji dzieł fortepianowych i kameralnych Maurice'a Ravela i Karola Szymanowskiego w aspekcie stylizacji folkloru, 19 stycznia 2018 habilitowała się na podstawie pracy zatytułowanej Polski kalejdoskop.
Została zatrudniona na stanowisku adiunkta w Katedrze Kameralistyki Fortepianowej i Smyczkowej na Wydziale Instrumentalnym Uniwersytetu Muzycznego Fryderyka Chopina.